# Association générale des producteurs de maïs
 (juillet 2019).
 (juillet 2019).
Pour les articles homonymes, voir AGPM.
L’Association générale des producteurs de maïs (AGPM) a été créée le 13 mai 1934 et représente tous les producteurs de maïs français quel que soit leur mode de production. Ses missions essentielles concernent les politiques agricoles (européennes et nationales), l’économie de la filière maïs (suivi et expertise des marchés), ses débouchés (alimentaires et non alimentaires) et les facteurs de production (semences, fertilisation, protection de la culture, irrigation).

## Histoire de l’AGPM
Si jusqu’au milieu du XXe siècle le maïs français reste essentiellement produit dans le sud-ouest, quelques pionniers prennent en main cette culture. L’impulsion est donnée en 1930 avec le 1er Congrès International du Maïs à Pau dont l’objectif est de rassembler les connaissances sur la culture. On y entend parler pour la première fois en France d’hybrides américains.
Alors que le marché du maïs prend des allures de catastrophe, des producteurs du Sud-Ouest se rassemblent pour défendre leurs intérêts et promouvoir le maïs. C’est ainsi que nait à Orthez, en 1934, l’Association générale des producteurs de maïs (l’AGPM) qui se donnera pour président Hubert de Baillenx. Outre la défense des maïsiculteurs, l’AGPM consacre alors son énergie aux essais techniques et à l’amélioration variétale.
Interrompue par la Seconde Guerre mondiale, il faudra attendre janvier 1947 pour que l’AGPM soit réactivée. Ses dirigeants savaient combien l’essor du maïs serait lié au progrès génétique. Le 2ème Congrès international du maïs, organisé par l’AGPM à Pau en 1949, conclut qu’il fallait mettre les hybrides à la disposition des agriculteurs. C’est alors que le Béarnais Louis Bidau, élu en 1949 à la présidence de l’AGPM, prend l’engagement de produire des semences d’hybrides en France. Ainsi naît, en 1950, la Fédération Nationale de la Production de Semences de Maïs et de Sorgho (FNPSMS),.
Alors que la décennie des années 70 débute, la publication AGPM Info voit le jour pour relayer les défis qui s’annoncent : élargissements de la CEE, concurrence des produits de substitution des céréales, négociations du GATT, rapports Mansholt et Vedel, explosion des coûts de production, montants compensatoires monétaires,… Marcel Cazalé (président du groupe Euralis et de la Chambre d’agriculture des Pyrénées Atlantiques), succède en 1973 à Louis Bidau à la présidence de l’AGPM. L’AGPM œuvre alors à la création de nouvelles stations d’expérimentations et développe son réseau d’ingénieurs régionaux, présents aux côtés des maïsiculteurs de toute la France. Ce service AGPM-Technique, fusionnera en 2002 avec l'institut technique des céréales et des fourrages (ITCF) pour donner naissance à l’institut technique Arvalis. Parallèlement, l’AGPM affine sa structuration dans les années 80 : création de la section des irrigants, des nouveaux services Communication et Environnement et une représentation européenne avec la CEPM (Confédération Européenne des Producteurs de Maïs).
Alors que la production a atteint 3 millions d’hectares dans les années 90, intervient la réforme de la PAC Mac Sharry. L’AGPM saura faire valoir les spécificités de la culture. Mais pendant que les réformes de la PAC s’enchaînent vers toujours moins de politique commune, Christophe Terrain (alors président du groupe Vivadour et investi dans la filière semence) succède en 1998 à Marcel Cazalé, il agira sans relâche pour valoriser les spécificités de la culture du maïs et contribuera au renforcement du progrès génétique et de la filière maïs, de la semence à la production.
Les années 2000 auront concentré nombre de remises en question concernant notamment la PAC, les usages non alimentaires et les facteurs de production, imposant l’implication de l’AGPM dans les débats sociétaux, au rythme des événements médiatiques et politiques tels le Grenelle de l’Environnement, puis des États Généraux de l’Alimentation.
Acteur et témoin des évolutions sociétales, le Landais Daniel Peyraube est élu à la présidence de l’AGPM en 2015. Année après année, il œuvre au service d’une maïsiculture durable et contributive aux grands défis du XXIe siècle.

## Organisation
Située au cœur du berceau du maïs dans les Pyrénées-Atlantiques à Montardon près de Pau, l’AGPM a également un site parisien. L’Association représente l’ensemble des producteurs de maïs français et œuvre au service de l’ensemble de la filière maïs grâce à son expertise en matière de politiques agricoles, de connaissances des marchés et des facteurs de productions.
L’AGPM comprend trois sections : AGPM maïs doux, AGPM maïs semence et Irrigants de France.
- AGPM maïs doux rassemble les producteurs de maïs travaillant sous contrat avec les usines pour le compte des industriels de légumes transformés, de maïs doux frais et popcorn. Ses principales missions concernent le développement et la rentabilité du maïs doux français sur le marché intérieur et européen.
- AGPM maïs semence rassemble les agriculteurs multiplicateurs de semences de maïs et de sorgho. Ses principales missions sont la valorisation de la production de semences françaises et la défense des intérêts des producteurs dans le cadre d’actions en filière.
- Irrigants de France est l’association française de représentations des agriculteurs irrigants quelles que soient les cultures. Son objectif est de faire reconnaître l’eau comme un moyen de production essentiel et assurer sa disponibilité actuelle et à venir pour l’agriculture[6].

L'AGPM est une Association spécialisée de la FNSEA.
Chaque métier est porté par des structures différentes.
L'Association générale des producteurs de maïs, l’AGPM, reste le socle du nouveau groupe maïs. Elle représente et défend le maïs et les maïsiculteurs auprès des autorités françaises et communautaires, mais également auprès des décideurs et de la société civile.
La FNPSMS est une organisation interprofessionnelle dont la mission est d’organiser et de développer la production française de semences de maïs et de sorgho en termes économique, technique et règlementaire, mais aussi d'assurer sa promotion dans l'Union européenne, voire dans certains pays tiers.
Les moyens généraux sont regroupés au sein d'AGPM-GIE.
GERM-Services est une société commerciale chargée du développement commercial de prestations d'essais, d'études, d'analyses et de tout autre service concernant la connaissance, la production ou la transformation du maïs.
Enfin, les activités techniques de recherche et de développement conduites initialement par l'AGPM technique, ont été regroupées fin 2002 avec celles de l'ITCF pour créer un nouvel institut technique commun : ARVALIS institut du végétal.

## Activité de lobbying

### En France
Pour l'année 2017, l'AGPM déclare à la Haute Autorité pour la transparence de la vie publique; exercer des activités de représentation d'intérêts en France pour un montant qui n'excède pas 25 000 euros.

### Auprès des institutions de l'Union européenne
L'AGPM est inscrite depuis 2016 au registre de transparence des représentants d'intérêts auprès de la Commission européenne. Elle déclare en 2015 pour cette activité des dépenses d'un montant compris entre 10 000 et 25 000 euros.

## Activité d'information
L'AGPM édite chaque semaine la lettre d'informations "Marchés Maïs" : une lettre économique hebdomadaire qui analyse les évolutions du marché aux niveaux mondial, européen et national.
Elle édite chaque mois : 
- AGPM Info Economie, une lettre d'informations sur l'évolution des cours du maïs et l'actualité des sujets économiques, règlementaires et politiques qui concernent les producteurs de maïs.
- AGPM Info Technique, une lettre d'information sur les différents aspects techniques de la culture du maïs : lutte contre les ravageurs du sol, semis, désherbage, installation des couverts végétaux[11]...